# 缘秽蝇属
缘秽蝇属（学名：Orchisia）为家蝇科的一个属。

## 下属物种
本属包括以下物种：
- 黑缘秽蝇 Orchisia costata (Meigen, 1826)
- 亚黑缘秽蝇 Orchisia subcostata Cui, Xue & Liu, 1995